# Flugplatz Griesau

i7
i11
i13

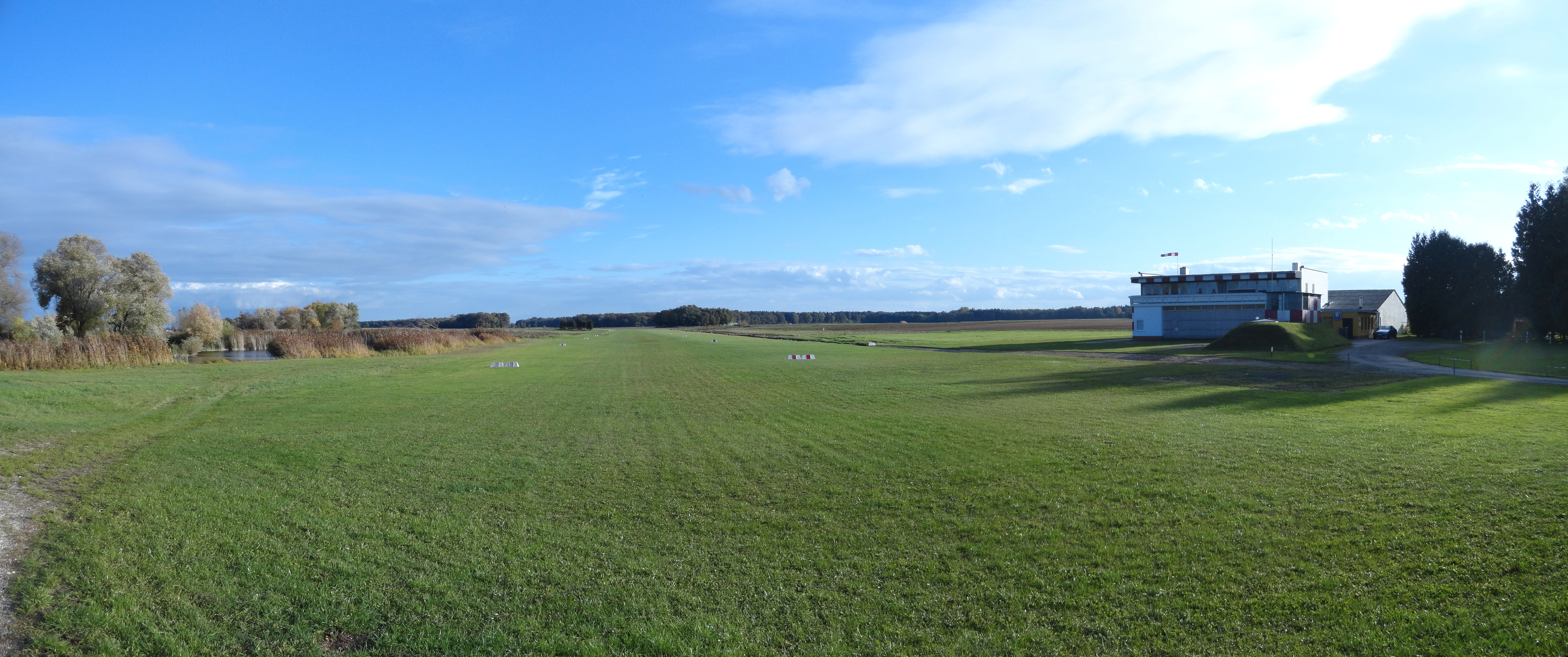
Flugplatz Griesau, Blick von Norden (2013)

Der Flugplatz Griesau (ICAO-Code: EDPG) ist ein Sonderlandeplatz in der oberpfälzischen Gemeinde Pfatter im Landkreis Regensburg. Er wird von Peter Wimmer betrieben.

## Geografie
Der Flugplatz liegt drei Kilometer südöstlich des historischen Ortskernes von Pfatter bei dem Dorf Griesau auf einer Höhe von 323 m ü. NN im Flurstück Eichellohe. Naturräumlich befindet er sich im westlichen Gäuboden, zwei Kilometer nördlich fließt die Donau und weiter nördlich steigt das Gelände zum Bayerischen Wald hin an.

## Geschichte
Der Flugplatz Griesau wurde in den Jahren 1964/65 von Peter Wimmer angelegt. Eine Flugzeughalle sowie eine Gaststätte wurden errichtet. Später kam noch eine Tankstelle hinzu.

## Flugplatz und Ausstattung
Griesau ist zugelassen für Flugzeuge und Helikopter bis 2000 kg Höchstabfluggewicht sowie für Segel- und Ultraleichtflugzeuge.
Es bestehen ein Wirtschaftsgebäude mit ebenerdigem Flugleitstand und ein Hangar. Die Tankstelle und die Gaststätte sind derzeit unbewirtschaftet. Bei Zwischenlandungen ist ein Ölservice möglich.

## Verkehr
Eine Gemeindestraße erschließt den Flugplatz zu der westlich verlaufenden Bundesstraße 8 hin. Der ÖPNV bedient den Flugplatz nicht direkt, jedoch kann in den südlich gelegenen Orten Sünching und Radldorf zu der Bahnstrecke Regensburg–Passau zugestiegen werden.